# Federal Shipbuilding and Drydock Company

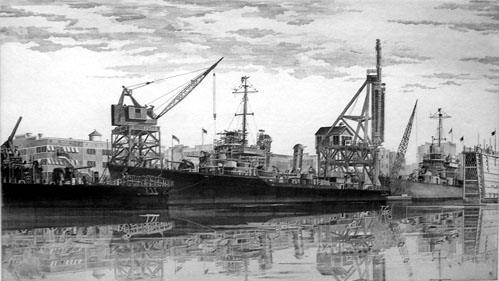
Contratorpedeiros em construção no Federal Shipbuilding and Drydock Company em 1942

Federal Shipbuilding and Drydock Company foi um estaleiro norte-americano localizado no rio Hackensack em Kearny, próximo ao porto de Nova Iorque.
Durante a Segunda Guerra Mundial a Federal Shipbuilding participou do esforço de guerra como uma empresa subsidiária da United States Steel. Ainstalação industrial ficou ativa de 1917 a 1949, atualmente a área é ocupada por um terminal fluvial.

## Navios construídos
Lista incompleta.
- Cruzadores
  - USS Atlanta (CL-51)
  - USS Juneau (CL-52)
  - USS Juneau (CL-119)
  - USS Spokane (CL-120)
  - USS Fresno (CL-121)

- Contratorpedeiros
  - USS Flusser (DD-368)
  - USS Reid (DD-369)
  - USS Somers (DD-381)
  - USS Warrington (DD-383)
  - USS Benham (DD-397)
  - USS Ellet (DD-398)
  - USS Lang (DD-399)
  - USS Anderson (DD-411)
  - USS Hammann (DD-412)
  - USS Plunkett (DD-431)
  - USS Kearny (DD-432)
  - USS Edison (DD-439)
  - USS Ericsson (DD-440)
  - USS Fletcher (DD-445)
  - USS Radford (DD-446)
  - USS Jenkins (DD-447)
  - USS La Vallette (DD-448)
  - USS Bristol (DD-453)
  - USS Ellyson (DD-454)
  - USS Hambleton (DD-455)
  - USS Rodman (DD-456)
  - USS Saufley (DD-465)
  - USS Waller (DD-466)
  - USS Aaron Ward (DD-483)
  - USS Buchanan (DD-484)
  - USS Duncan (DD-485)
  - USS Lansdowne (DD-486)
  - USS Lardner (DD-487)
  - USS McCalla (DD-488)
  - USS Mervine (DD-489)
  - USS Quick (DD-490)
  - USS Philip (DD-498)
  - USS Renshaw (DD-499)
  - USS Ringgold (DD-500)
  - USS Schroeder (DD-501)
  - USS Sigsbee (DD-502)
  - USS Davison (DD-618)
  - USS Edwards (DD-619)
  - USS Glennon (DD-620)
  - USS Jeffers (DD-621)
  - USS Maddox (DD-622)
  - USS Nelson (DD-623)
  - USS Stevenson (DD-645)
  - USS Stockton (DD-646)
  - USS Thorn (DD-647)
  - USS Turner (DD-648)
  - USS Dashiell (DD-659)
  - USS Bullard (DD-660)
  - USS Kidd (DD-661)
  - USS Black (DD-666)
  - USS Chauncey (DD-667)
  - USS Clarence K. Bronson (DD-668)
  - USS Cotten (DD-669)
  - USS Dortch (DD-670)
  - USS Gatling (DD-671)
  - USS Healy (DD-672)
  - USS Hickox (DD-673)
  - USS Hunt (DD-674)
  - USS Lewis Hancock (DD-675)
  - USS Marshall (DD-676)
  - USS McDermut (DD-677)
  - USS McGowan (DD-678)
  - USS McNair (DD-679)
  - USS Melvin (DD-680)
  - USS Allen M. Sumner (DD-692)
  - USS Moale (DD-693)
  - USS Ingraham (DD-694)
  - USS Cooper (DD-695)
  - USS English (DD-696)
  - USS Charles S. Sperry (DD-697)
  - USS Ault (DD-698)
  - USS Waldron (DD-699)
  - USS Haynsworth (DD-700)
  - USS John W. Weeks (DD-701)
  - USS Hank (DD-702)
  - USS Wallace L. Lind (DD-703)
  - USS Borie (DD-704)
  - USS Compton (DD-705)
  - USS Gainard (DD-706)
  - USS Soley (DD-707)
  - USS Harlan R. Dickson (DD-708)
  - USS Hugh Purvis (DD-709)
  - USS Gearing (DD-710)
  - USS Eugene A. Greene (DD-711)
  - USS Gyatt (DD-712)
  - USS Kenneth D. Bailey (DD-713)
  - USS William R. Rush (DD-714)
  - USS William M. Wood (DD-715)
  - USS Wiltsie (DD-716)
  - USS Theodore E. Chandler (DD-717)
  - USS Hamner (DD-718)
  - USS Epperson (DD-719)

- Contratorpedeiros de escolta
  - USS Corbesier (DE-438)

- Classe Liberty
  - SS Louise Lykes um dos primeiros 2 751 navios da classe, lançado em 27 de setembro de 1941.